# Juan Leiva (Fußballspieler)
Juan Andrés Leiva Nieves (* 11. November 1993 in Chillán) ist ein chilenischer Fußballspieler. Der Mittelfeldspieler wurde zwei Mal chilenischer Meister.

## Karriere

### Verein
Juan Leiva begann bei Deportes Concepción in der Jugend und schaffte 2011 den Sprung in die Profimannschaft der Primera B. 2016 wechselte der Mittelfeldspieler zum CF Universidad de Chile, mit dem er die Meisterschaft der Clausura 2016/17 gewann. Danach wechselte er zum Audax Italiano und anschließend zu Unión La Calera, bei dem er eine der tragenden Säulen in der Mannschaft wurde. So wurde Leiva 2020 in die beste Mannschaft der Saison des Verbands ANFP gewählt. Daraufhin verpflichtete ihn Meister CD Universidad Católica, verlieh ihn allerdings in der Saison 2023 an Deportivo Ñublense und für die Saison 2024 an den CD Cobreloa.

### Nationalmannschaft
Juan Leiva wurde für die Qualifikationsspiele zur Weltmeisterschaft in Katar im Juni 2021 gegen Argentinien und Bolivien nominiert, kam aber nicht zum Einsatz.

## Erfolge
Universidad de Chile
- Chilenischer Meister: 2016/17-C

Universidad Católica
- Chilenischer Supercupsieger: 2020, 2021
- Chilenischer Meister: 2021